# 羅元湘
羅元湘（英語：Emi Lo，1991年3月5日—）是一名華裔美國配音員和Cosplayer，以在Funimation和Bang Zoom! Entertainment的動畫吹替中擔任配音而知名。

## 個人生活
羅元湘是一名無性別者，為各種動漫和電子遊戲角色配音。

## 演出作品

### 電視動畫
2019年
- 一弦定音！（泉朝乃）[3]
- 魔王陛下RETRY！（奧爾岡）[4]
- 日常（斯塔拉公主）[5]
- 動物朋友（小爪水獺）[6]
- 只要長得可愛，即使是變態你也喜歡嗎？（藤本彩乃）[7]

2020年
- 請在伸展台上微笑（新沼文世）[8]
- 弩級戰隊HXEROS（織田老師）[9]
- 隱瞞之事（汐留奈留）[10]
- 天晴爛漫！（霍托托）[11]
- 你與我最後的戰場，亦或是世界起始的聖戰（希斯貝爾·盧·涅比里斯九世）[12]
- 暮蟬悲鳴時業（龍宮禮奈）[13]

2021年
- D4DJ First Mix（愛本鈴玖）[14]
- 影宅（凱特）[15]
- SHOW BY ROCK!!活力棉花糖!!（黛露敏）[16]
- 無能力者娜娜（犬飼美智留）[17]
- EDENS ZERO（亞蜜拉、瑪莉亞·史萊姆）[18]
- 暮蟬悲鳴時卒（龍宮禮奈）

2022年
- 薔薇王的葬列（安妮·內維爾）[19]
- ORIENT 東方少年（服部亞美）[20]
- 宿命迴響（命運）[21]
- 骸骨騎士大人異世界冒險中（碰太）[22]
- 足球風雲（並岡翼）[23]
- 狂賭之淵雙（英语：Kakegurui Twin）（乾千歳）[3]
- 鬼滅之刃 遊郭篇（須磨）[24]
- 電馭叛客：邊緣行者（露西）[24]

### 動畫電影
2022年
- 泡泡（詩）[3]

### 網路動畫
2021年
- 天官賜福（半月）[25]

### 遊戲
2019年
- 寶可夢大師（夕絲、銀河隊女隊員）[3]

2022年
- 原神（哥倫比婭）[26]

時期未定
- Muv-Luv: Project MIKHAIL（榊千鶴）[3]

## 外部連結
- 官方网站
- 羅元湘 （页面存档备份，存于）在動畫新聞網的資料